# Xihe, Chongqing
Xihe (kinesiska: 西河) är en köping i sydvästra Kina. Den ligger i stadsdistriktet Tongliang i storstadsområdet Chongqing,  omkring 63 kilometer väster om det centrala stadsdistriktet Yuzhong. Antalet invånare är 12 567. Befolkningen består av 6 300 kvinnor och 6 267 män. Barn under 15 år utgör 19,0 %, vuxna 15-64 år 64 %, och äldre över 65 år 15,0 %.